# Primož Repar
Primož Repar (*16. junij 1967, Ljubljana), slovenski pesnik, pisatelj, filozof, prevajalec, esejist, urednik, založnik, tudi organizator mednarodnih kulturnih in znanstvenih/strokovnih dogodkov, delavnic, festivalov, konferenc, simpozijev, šol in različnih znanstvenih in strokovnih raziskav ter drugih pobud doma in po svetu. 

## Življenje
Dokončal je osnovno šolo Majde Vrhovnik, zatem pa »reformirano« (usmerjeno izobraževanje) bivšo Poljansko gimnazijo (Srednja družboslovna šola). Študiral je na Filozofski fakulteti Univerze v Ljubljani, kjer je diplomiral iz filozofije in zgodovine. Tam je kot prvi doktorand prof. Cvetke H. Tóth (1948–2020) zagovarjal tezo Kierkegaard: Vprašanje izbire in eksistencialna komunikacija in leta 2009 tudi doktoriral s področja filozofije. Njegovo doktorsko delo o Kierkegaardu je bilo pionirsko delo te vrste na Slovenskem. Jeseni leta 1993 je kot štipendist danske vlade obiskoval predavanja na Danskem na mednarodni šoli za povezovanje in razumevanje različnih kultur in narodov (Mednarodna visoka ljudska šola v Helsingøru). Tam je poglabljal tudi svoje znanje danščine.  
Med leti 2001 in 2015 je bil poročen s slovaško-slovensko pesnico, literarno znanstvenico, prevajalko in urednico Stanislavo Repar. Danes živi kot svobodni književnik in neodvisni raziskovalec.  

## Delovanje
Je eden izmed ustanovnih članov KUD Apokalipsa (1993), predsednik KUD Apokalipsa in glavni urednik istoimenske založbe, direktor Srednjeevropskega raziskovalnega inštituta Soeren Kierkegaard, glavni urednik filozofske zbirke Aut in revije »za preboj v živo kulturo« Apokalipsa, urednik nekaterih drugih knjižnih zbirk, soustanovitelj in koordinator mednarodnega projekta Revija v reviji (2002), ki povezuje številne literarne in humanistične revije po Evropi.
Svojo prvo pesniško zbirko Križ in kladivo je napisal v letih 1984–1987. Ta je neke vrste subverziven pesniški manifest »punk diverzije« z bivanjsko obarvano poezijo. V njej so prisotne tudi sledi prvega branja danskega filozofa, Soerena Kierkegaarda, začetnika eksistencializma ter navdihovalca številnih sodobnih filozofskih, teoloških, literarnih in interdisciplinarnih smeri. Že v srednješolskem času je začel strastno ukvarjati ter prebirati dela slovenskih krščanskih intelektualcev Edvarda Kocbeka, Janeza Evangelista Kreka ter Andreja Gosarja. Kierkegaardova misel ga je tako nagovorila, da se ji je želel življenjsko zavezati. Da pa bi bral danskega Sokrata v izvirniku, se je že kmalu začel zasebno učiti danščino pri slovenski igralki danskega rodu Jette Vejrup Ostan v Ljubljani.
Haiku poezijo je začel pisati med bivanjem na Danskem, kjer je postal tudi član Kierkegaardovega društva po vrnitvi z Danskega pa Društva dansko-slovenskega prijateljstva ter Haiku društva Slovenije. Od leta 1997 je član Društva slovenskih pisateljev, v katerem je bil krajše obdobje leta 2020 tudi član upravnega odbora. Je pobudnik, ustanovitelj ali soustanovitelj društva, revije in založbe Apokalipsa, slovenskega in mednarodnega haiku gibanja, mednarodnih projektov in festivalov oziroma srečanja založnikov, avtorjev in urednikov Revija v reviji, haiku natečaja za najboljši haiku, filozofskega simpozija Miklavža Ocepka, konferenc Srednjeevropskega raziskovalnega inštituta Soeren Kierkegaard o Kierkegaardu v sodelovanju s Cankarjevim domom in UNESCOM - slovenski sedež, Eksistencialistične filozofske šole na hrvaškem otoku Unije itd. 
Kot neodvisni raziskovalec in vodja strokovnih programov pri Srednjeevropskem raziskovalnem inštitutu S. Kierkegaard sodeluje in občasno predava po številnih evropskih univerzah in inštitutih, njegova Eksistencialna revolucija pa je doslej izšla v petih jezikih. Leta 2018 se je udeležil 24. svetovnega filozofskega kongresa v Pekingu na Kitajskem, kjer je predaval o Politiki ljubezni in soorganiziral predavanja na področju omizij povezana s Kierkegaardovo mislijo.     
Je član več mednarodnih uredništev, med njimi tudi revije Slovaške akademije znanosti Filozofia ter Acte Kierkegaardiane. Prevaja iz danščine, zlasti danskega filozofa Seorena Kierkegaarda. Eno njegovih etično-religioznih razprav je skupaj s Stanislavo Chrobákovo Repar prevedel tudi v slovaški jezik. Skupaj sta bila med drugim tudi pobudnika in vneta spodbujevalca bogatih medsebojnih kulturnih in znanstvenih izmenjav med Slovaško in Slovenijo. Strokovna in literarna besedila poleg danščine, sicer prevaja tudi iz hrvaščine, srbščine, slovaščine, češčine, angleščine in norveščine. 
Za esejistično delo Spisi o apokalipsi je bil nominiran za Rožančevo nagrado, za pesniško zbirko Stanja darežljivosti pa za Jenkovo nagrado. Leta 2007 je bil kot najboljši založnik in urednik revije v jugovzhodni Evropi nagrajen na mednarodnem srečanju založnikov v Pazinu (Put u središte Evrope) na Hrvaškem, za založniške dosežke in pesniško snovanje pa tudi v Romuniji (Arad, 2011). Leta 2013 je prejel priznanje za najboljšega tujega sodelavca-urednika revije Književnik (BiH) in Zahvalno listino dekana FF Univerze Konstantina Filozofa iz Nitre za svoje uredniško povezovanje in založniško dejavnost v akademski dejavnosti. Od leta 2013 je direktor novoustanovljenega Srednjeevropskega raziskovalnega inštituta Soeren Kierkegaard Ljubljana. Marca 2014 je prejel posebno odličje St. Olafs Collega (ZDA) za izjemno organizacijo Filozofskega simpozija posvečenega Kierkegaardu ob 200 letnici njegovega rojstva in za sodelovanje v Srednji Evropi. 
Na temelju njegove Eksistencialne revolucije (2013) je vzniknil gledališko-predavateljski performans Kako se kali eksistencialna revolucija v režiji N. Upperja.
Sestavil ali uredil je več antologij poezije v slovenskih, mednarodnih izdajah in črnogorskem jeziku ter slovenske sodobne filozofije v češkem jeziku (Nová oikonomie vztahů). Uredil je tudi slovensko bibliografijo o Kierkegaardu za svetovno izdajo pri založbi Routledge (2017).
Njegove knjige in samostojne monografske študije so doslej izšle v slovenskem, slovaškem, češkem, angleškem, francoskem, hrvaškem, črnogorskem, srbskem, makedonskem, poljskem, madžarskem in danskem jeziku.